# Programa del transbordador espacial
Este artículo se refiere a los transbordadores espaciales estadounidenses. Existió un proyecto cancelado de transbordador espacial ruso, cuyas características pueden consultarse en Transbordador Buran, y otro proyecto cancelado de transbordador europeo, que puede consultarse en Transbordador Hermes.

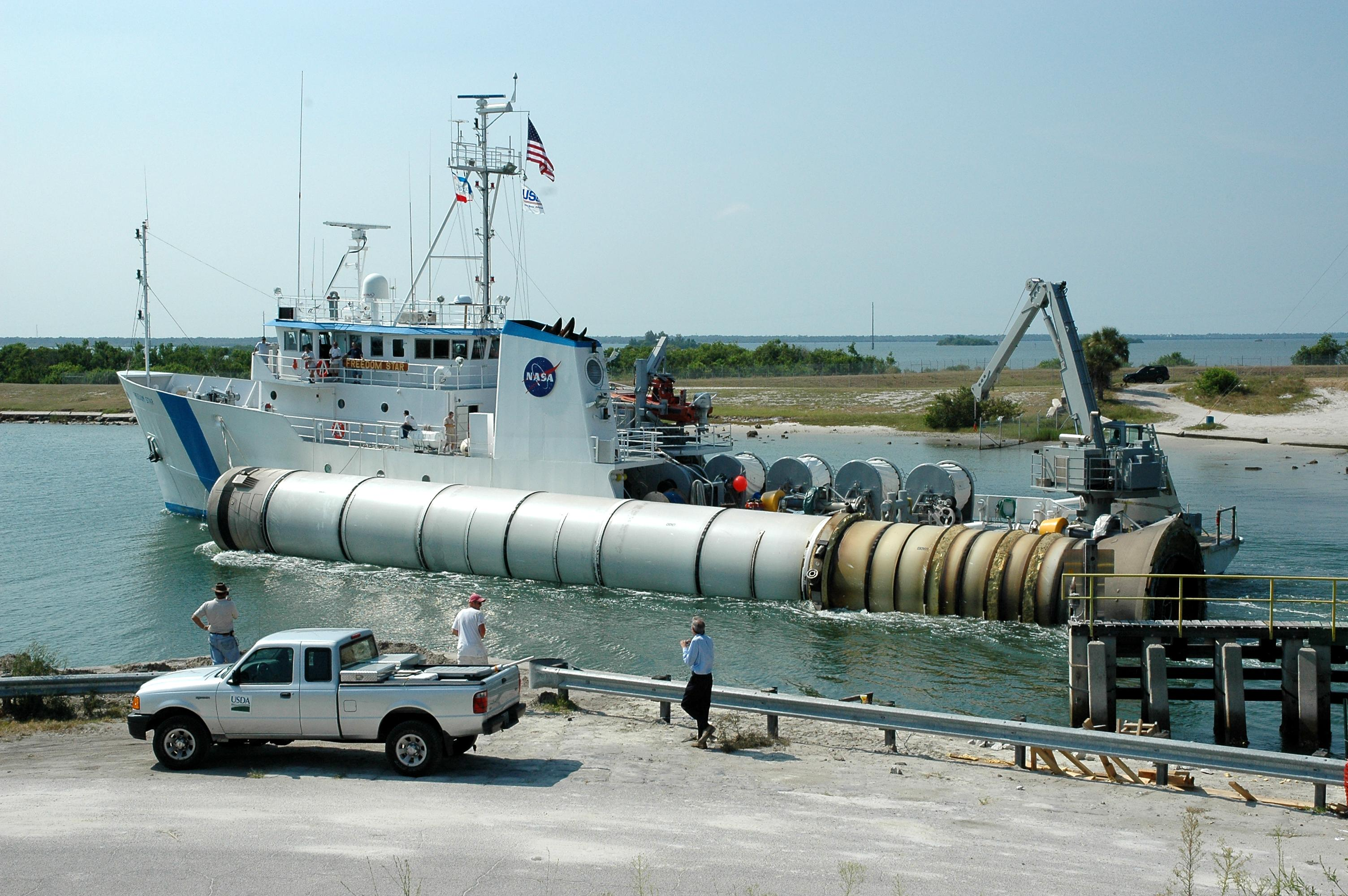
Cohete acelerador sólido de la misión STS-114 recuperado y transportado a Cabo Cañaveral.

El transbordador espacial o lanzadera espacial (en inglés Space Shuttle) de la NASA, llamado oficialmente Space Transportation System (STS), traducido "Sistema de Transporte Espacial", fue el único vehículo espacial utilizado para el transporte de astronautas por parte de los Estados Unidos entre 1981 y 2011. Lo más destacable de él es que era parcialmente reutilizable. 
Desde el despegue de la primera misión del transbordador espacial (STS-1) lanzada el 12 de abril de 1981, estas naves se utilizaron para el transporte de grandes cargas hacia varias órbitas, para el abastecimiento y colocación de módulos orbitales en la Estación Espacial Internacional (EEI) y para realizar misiones de mantenimiento (como por ejemplo en el Telescopio espacial Hubble). Un uso que, inicialmente, se les preveía pero que no se llegó a llevar a cabo, era el de traer satélites de vuelta a la Tierra para ser reparados. Sin embargo desde la existencia de la EEI sí se trajeron de vuelta grandes cargas con el transbordador, algo que las Soyuz no podían hacer por su capacidad más limitada.
El vehículo estaba programado inicialmente para realizar aproximadamente 100 vuelos.
El programa del transbordador espacial comenzó a finales de los años 1960 y se convierte en prioridad principal de la NASA en los años 1970. En enero de 1986, un impactante accidente del Challenger en el que murieron sus siete tripulantes, detuvo dos años el programa de lanzamientos. Igualmente, tras el desastre del Columbia en 2003, no hubo más vuelos en los siguientes dos años. En enero de 2004 la NASA anunció que retiraría la flota entera de transbordadores y los sustituiría en 2010. El regreso de los vuelos con la misión STS-114 fue programado inicialmente en julio de 2005, pero debido a problemas en un sensor del tanque externo se descartó. Después de más de dos años de suspensión, el 26 de julio de 2005 el Discovery reanudó las operaciones con la Estación Espacial Internacional (EEI) para la transferencia de material y abastecimiento. En la reentrada a la Tierra hubo problemas técnicos con el seguimiento de la nave a causa del mal tiempo sucedido el 9 de agosto.
Puesto que en una sola misión el orbitador no podía compaginar el transporte de módulos a la EEI y continuar el mantenimiento del telescopio espacial Hubble, y al haber previamente cancelado estas misiones al Hubble, la NASA anunció que realizaría una misión, la última realizada al telescopio, el 11 de mayo de 2009.
Según el discurso que sostuvo el presidente estadounidense George W. Bush el 14 de enero de 2004, el uso del transbordador espacial sería concentrado totalmente en el ensamblaje de la EEI hasta 2010, año en el cual tendría que ser sustituido por el vehículo Orión, en aquel momento en fase de desarrollo y actualmente abandonado. El último lanzamiento de un transbordador se produjo el 8 de julio de 2011, en la misión STS-135, tras lo que el programa se dio por cancelado.

## Historia

### Diseño

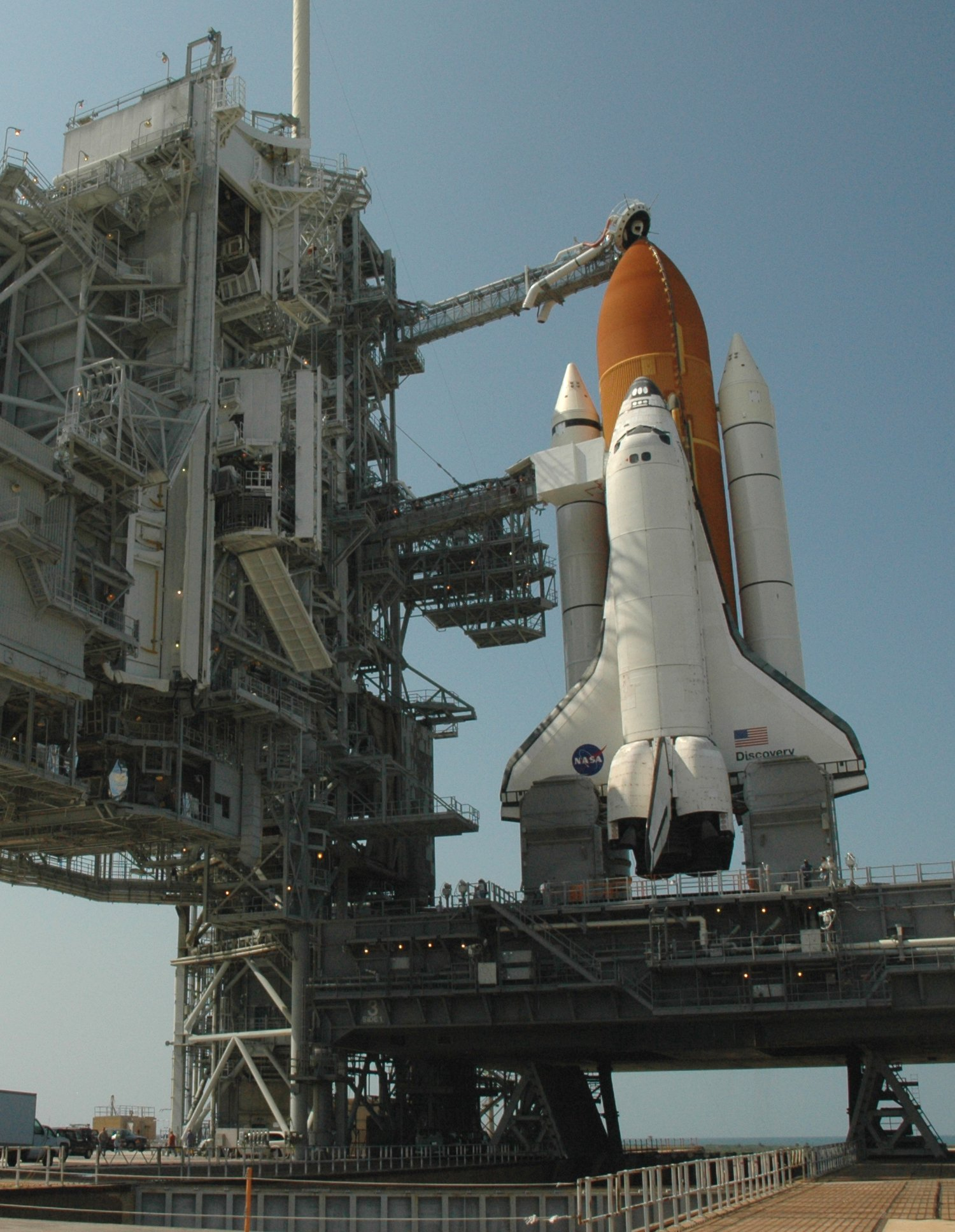
El Transbordador espacial Discovery en la plataforma de lanzamiento.

El Programa del transbordador espacial fue ideado principalmente como sucesor de las misiones Apolo para dotar a la NASA de un programa espacial tripulado y de bajo coste debido a su "reutilización" en los años 1980. 
La NASA quería abaratar los costos y necesitaba una nave multifuncional. Uno de sus usos sería traer los satélites que eran lanzados al espacio para su reparación en caso de algún fallo. Otra función sería que fuera reutilizable para evitar la pérdida de miles de millones de dólares en cohetes que se iban separando en fases menores y una vez desechados se quemaban durante la reentrada a la atmósfera. Por último se usaría como transporte a la estación espacial que tenía planeada construir la NASA.
Con todos estos principios durante los años 1960, la NASA había delineado una serie de proyectos en papel sobre vehículos espaciales reusables para reemplazar los sistemas de uso único como el Proyecto Mercury, el Proyecto Gemini y el Programa Apolo. La Fuerza Aérea de los Estados Unidos (USAF) también tenía interés en sistemas más pequeños, con mayor capacidad de maniobrabilidad y estaba realizando su propio proyecto de avión espacial, llamado X-20 Dyna-Soar. Para poder elaborar un estado del arte en la materia, ambos equipos trabajaron juntos.
En la segunda mitad de la década de los 1960, el esfuerzo para mejorar el Apolo se estaba diluyendo, y la NASA empezó a buscar el futuro del programa espacial. Su visión fue la de un programa ambicioso que contemplaba el desarrollo de una enorme estación espacial que se lanzara con grandes cohetes, y que fuera mantenida por un "transbordador espacial" reutilizable que pudiera dar servicio a una colonia lunar permanente y que finalmente pudiera transportar personas a Marte.
Sin embargo, la realidad era otra, ya que el presupuesto de la NASA disminuyó rápidamente. En lugar de retroceder y reorganizar su futuro en función de su nueva situación económica, la agencia intentó salvar tanto como fuera posible de sus proyectos. Se descartó la misión a Marte, pero tanto la estación espacial como el transbordador todavía estaban en pie. Finalmente solo se pudo salvar uno de ellos, que fue el transbordador por razones económicas y logísticas, ya que sin ese sistema no se podría construir una estación espacial.
A continuación se propusieron una cantidad de diseños, muchos de ellos complejos y diferentes entre ellos. Maxime Faget, diseñador de la cápsula del Mercury, entre otros, creó el "DC-3", un pequeño avión capaz de llevar una carga de 9.070 kg o menos, cuatro tripulantes, aunque con maniobrabilidad limitada. El DC-3 se constituyó en la plataforma básica con la cual se compararían los demás diseños.
Con la desesperación de ver su último proyecto salvado, la NASA pidió la bendición de la Fuerza Aérea de los Estados Unidos (USAF). La agencia hizo la solicitud de que los futuros lanzamientos de la USAF se hicieran con el transbordador en vez de los lanzadores descartables que se estaban usando, como el cohete Titán II. Como retribución, la USAF vería ahorros significativos en la construcción y actualización de sus lanzadores, puesto que el transbordador tendría capacidad más que suficiente para lograr los objetivos.
Sin mucho entusiasmo, la USAF asintió, no sin antes pedir un incremento significativo en la capacidad para permitirle lanzar sus satélites espías proyectados. Estos eran grandes, con un peso aproximado de 18.144 kg, y tendrían que ponerse en órbitas polares, lo cual necesita más energía que la que se requiere para poner un objeto en órbita baja (LEO). El vehículo también tendría que tener la habilidad de maniobrar hacia cualquier lado de su huella orbital para ajustarse a la deriva rotacional del punto de lanzamiento mientras estuviera en la órbita polar - por ejemplo, en una órbita de 90 minutos, el punto Vandenberg AFB en California, EE. UU. tendría una deriva de 1600 km, mientras que en órbitas más alineadas con el ecuador, la deriva sería de menos de 400 km. Para lograr lo anterior, el vehículo debería tener alas más grandes y pesadas.
Con ello, el sencillo DC-3 quedaba fuera de la ecuación debido a su reducida capacidad de carga y habilidad de maniobra. De hecho, todos los diseños eran insuficientes. Todos los nuevos dibujos tendrían que incorporar un ala en delta. Y ese no era el único inconveniente, con el incremento de la capacidad del vehículo, los propulsores también debían ser mucho más poderosos. De pronto, el sistema había crecido hasta ser más alto que el cohete Saturno V y sus costos y complejidad se salieron de todos los pronósticos.
Mientras todo esto sucedía, otras personas sugirieron un enfoque diferente: que la NASA utilizara el Saturno existente para lanzar la estación espacial, la cual sería mantenida por cápsulas Gemini modificadas que irían en cohetes Titán II-M, de la USAF. El costo sería probablemente menor, y alcanzaría el objetivo de la estación internacional más pronto.
La respuesta no se hizo esperar: un transbordador reutilizable pagaría con creces el costo de su desarrollo, si se comparaba con el gasto de lanzar cohetes de uso único. Otro factor en el análisis fue la inflación, que fue tan alta en los años 1970 que cualquier reposición del costo del desarrollo tenía que ser rápida. Se necesitaba entonces una tasa de lanzamientos para hacer que el sistema fuera plausible desde el punto de vista económico. Estas condiciones no las cumplían ni la estación espacial, ni las cargas de la USAF. La recomendación fue, entonces, hacer los lanzamientos desde el transbordador, una vez construido. El costo de lanzar el transbordador tendría que ser menor que cualquier otro sistema, exceptuando los cohetes pequeños y los muy grandes.
Con el tema de la plausibilidad solucionado, la NASA se dedicó a obtener fondos para los cinco años que tardaría el desarrollo del proyecto, empresa que no resultó para nada fácil. La inflación y la guerra de Vietnam amenazaban con dar al traste con el transbordador, pero era el único proyecto viable, y suspenderlo significaba que EE. UU. no tendría un programa espacial tripulado en los años 1980. Sin embargo, los presupuestos debían ajustarse, lo cual llevó otra vez a la mesa de dibujo. Se abandonó el proyecto de cohete reutilizable en favor de un cohete sencillo que se desprendiera y fuera recuperado posteriormente. El combustible se sacó del orbitador a un tanque externo, lo cual permitió aumentar la capacidad de carga a costa de desechar el tanque.
El último escollo de diseño fue la naturaleza de los propulsores. Se propusieron por lo menos cuatro soluciones, y se optó finalmente por la que contemplaba dos cohetes sólidos (en vez de uno grande), debido a menores costos de diseño (aspecto que estuvo permanentemente presente en el diseño del transbordador).
Pese al objetivo de abaratar los costos, ya en funciones la lanzadera, costaba más de $50,000 dólares subir a órbita cada kilogramo de carga útil en ella.

### Desarrollo
El desarrollo del transbordador se hizo el 5 de enero de 1972, cuando el presidente Richard Nixon anunció que la NASA comenzaría a crear un sistema de transbordador reusable, de bajo costo. Debido a los topes de presupuesto, el proyecto ya estaba condenado a durar más de lo que se había anticipado originalmente. Sin embargo, el trabajo empezó rápidamente, y un par de años después ya había varios artículos de prueba.
De estos, el más notable era el primer Orbitador completo, que originalmente se conocería como "Constitution". Sin embargo, una campaña masiva de cartas de fanáticos de la serie Star Trek convenció a la Casa Blanca de rebautizar al orbitador como "Enterprise". Con bombo y platillos, el Enterprise hizo su primer carreteo el 17 de septiembre de 1976 y empezó una serie de pruebas exitosas que fueron la primera validación real del diseño.

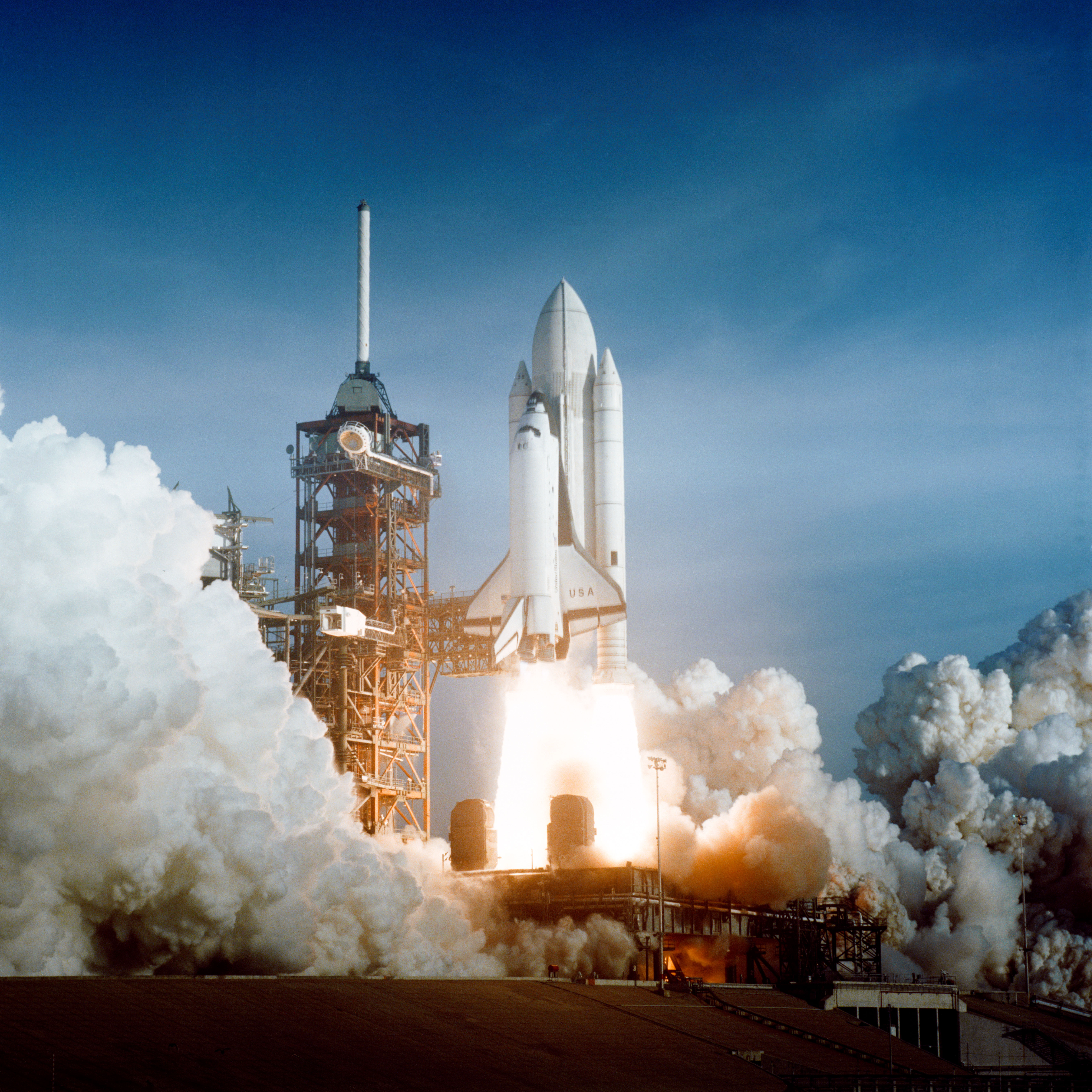
Lanzamiento del Columbia (1981).

El primer orbitador completamente funcional, el Columbia, fue construido en Palmdale, California, y enviado al Centro Espacial Kennedy el 25 de marzo de 1979. Dos tripulantes iban en el primer viaje del Columbia, el 12 de abril de 1981. En julio de 1982 el CEK vio llegar al Challenger. En noviembre de 1983 llegó el Discovery, y el Atlantis en abril de 1985. Con el tiempo las tripulaciones fueron creciendo: la primera tripulación de cinco astronautas fue en el STS-7 en 1983 y la de seis fue en el STS-9 a finales del mismo año. La primera tripulación de 7 personas fue en STS 41-C en 1984 y el récord de ocho fue en 1985 a bordo del STS 61-A.
Debido a las grandes tripulaciones, los astronautas fueron divididos en dos grupos: pilotos, responsables del vuelo y mantenimiento del orbitador; y los especialistas de misión, encargados de los experimentos y de la carga útil. Finalmente se creó otra categoría: los especialistas de carga, los cuales no tienen que hacer necesariamente un curso de astronauta. Estos se ocupan de experimentos de a bordo.
La segunda parte del proyecto, la llamada Estación Espacial Freedom, anunciada en 1984, se convirtió, con modificaciones y reducciones, en la Estación Espacial Alpha y posteriormente en la Estación Espacial Internacional. En la mañana del 28 de enero de 1986 el Challenger explotó 73 segundos después del despegue (misión STS-51-L). El problema se debió a un escape en una junta de sellado de los cohetes auxiliares. La tripulación de siete personas perdió la vida. Para reemplazarlo se construyó el Endeavour, que llegó en mayo de 1991. Mientras tanto, en 1988, los soviéticos estrenaron el transbordador Buran, similar al estadounidense.

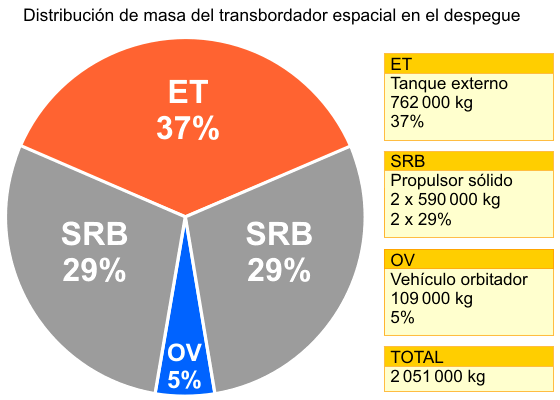
Distribución de la masa del Transbordador Espacial durante el despegue.

En 1995 el transbordador espacial fue preparado para la concepción de la Estación Espacial Internacional, motivo por el cual realizó una serie de acoplamientos con los rusos en la estación Mir. Finalmente y debido a los retrasos por presupuesto de la agencia espacial rusa se dio comienzo a la construcción de la EEI en 1998.
El 1 de febrero de 2003 otro trágico accidente sacudió a la familia de transbordadores espaciales de la NASA al desintegrarse el Columbia en los cielos durante su reentrada, cuando regresaba tras finalizar con éxito la misión STS-107.
La NASA suspendió todos los vuelos de transbordadores programados mientras investigaba lo sucedido. El resultado fue que el desastre del Columbia se produjo por un pedazo de espuma del tanque externo, que se desprendió durante el lanzamiento y chocó contra el ala del transbordador a unos 800 km/h, produciendo un orificio que luego resultaría fatal. Cuando el transbordador reingresó en la atmósfera, el daño permitió que los gases atmosféricos calientes penetraran y destruyeran la estructura interna del ala, lo que provocó que la nave espacial se volviera inestable y poco a poco se rompiera, causando la muerte de todos los tripulantes.

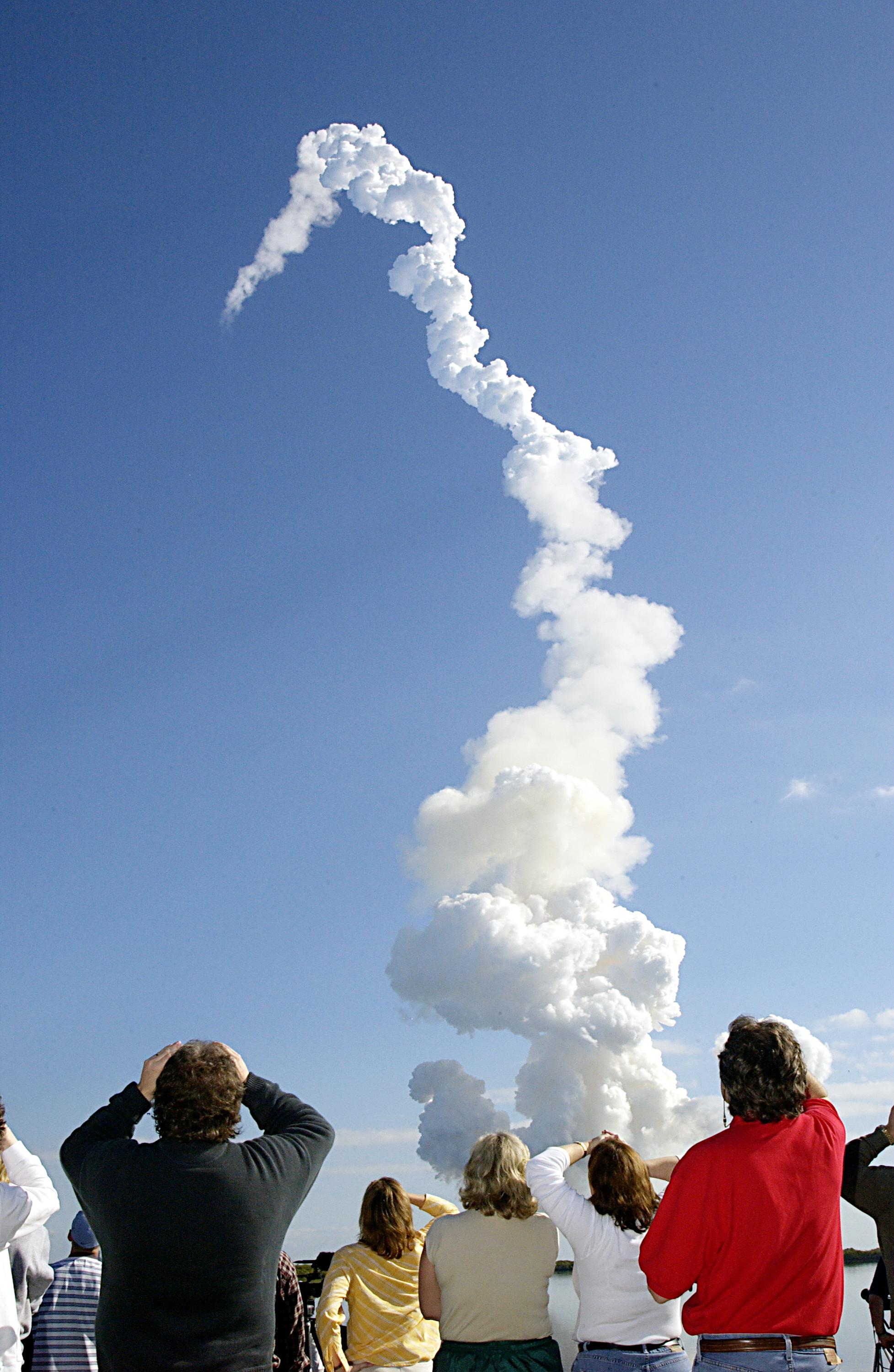
Último despegue del Columbia.

Los vuelos se reiniciaron con el despegue del Discovery dos años y medio después, el 26 de julio de 2005, para llevar a cabo la misión STS-114, esta se realizó sin haber solucionado por completo el problema del tanque externo, el Discovery regresó a casa el 9 de agosto de 2005 en la Base Edwards en California. La siguiente misión del Transbordador se realizó en julio de 2006 con el lanzamiento del Discovery. La misión comprendió un viaje a la Estación Espacial Internacional y pruebas de seguridad.

### Conclusión
El transbordador ha requerido de importantes avances tecnológicos para su desarrollo, incluyendo miles de losetas de protección térmica, capaces de resistir el calor de la reentrada en el curso de varias misiones, además de sofisticados motores que pudieran ser usados una y otra vez sin ser desechados. El orbitador con forma de avión tiene tres de estos motores principales, los cuales queman hidrógeno y oxígeno líquido que están almacenados en el tanque externo. Fijados al tanque externo se encuentran dos cohetes de combustible sólido o aceleradores llamados SRB, en inglés Solid Rocket Boosters, los cuales proveen la mayor parte del empuje durante el despegue. Los “boosters” se apagan y son arrojados al océano para ser recuperados, rellenados y preparados para el próximo uso. Una vez que los cohetes de combustible sólido han sido desechados, los tres motores principales del orbitador siguen quemando el combustible del tanque externo hasta aproximadamente los ocho minutos de vuelo.
El STS introdujo muchas herramientas que son utilizadas en el espacio: el sistema de manipulación remota, un brazo de 15,24 metros de longitud construido por la Agencia Espacial Canadiense, es capaz de mover grandes y pesados objetos desde y hacia la bodega de carga del transbordador, la cual mide unos 18,29 metros de largo. El módulo Spacelab construido por la Agencia Espacial Europea (ESA), provee un laboratorio presurizado y completamente equipado para que los científicos puedan realizar diversos experimentos, cubriendo un amplio espectro de la investigación: desde la astronomía, la creación de nuevos materiales, la observación de la Tierra, el estudio de fenómenos físicos y hasta la investigación biomédica.
La Unidad de Vuelo Maniobrable (MMU) permite a los astronautas moverse libremente en el espacio sin estar conectado al Transbordador valiéndose de unos pequeños cohetes fijados a la estructura en forma de silla para el desplazamiento.
La mayoría de las misiones han sido científicas y de defensa. Entre los proyectos científicos más importantes se destaca la puesta en órbita del Telescopio Espacial Hubble, la nave espacial Galileo que realizó importantes descubrimientos, el Observatorio de Rayos Gamma y el transporte de módulos y abastecimiento para la construcción de la Estación Espacial Internacional (EEI).

### Plataforma Lanzadora Móvil

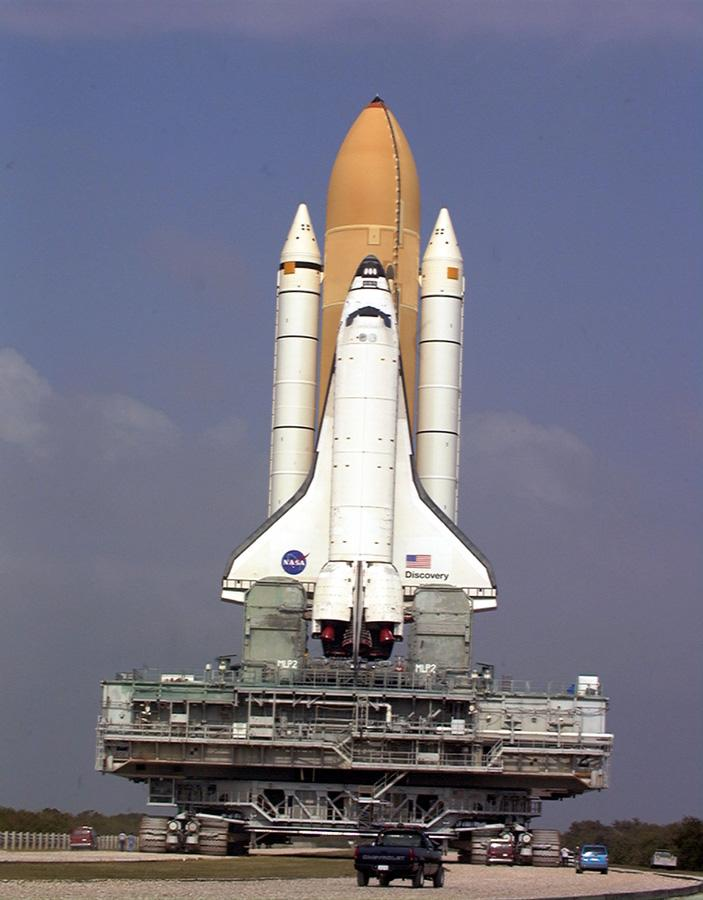
El transbordador espacial Discovery sobre la Plataforma de Lanzadora Móvil.

### Transportador Oruga

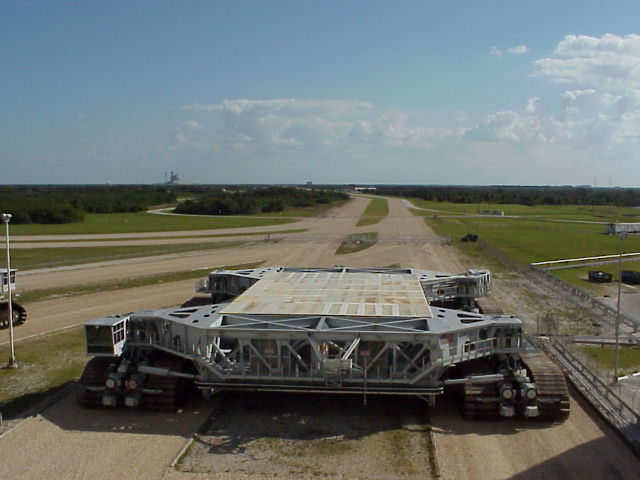
Transportador oruga.

#### Camino del transportador oruga

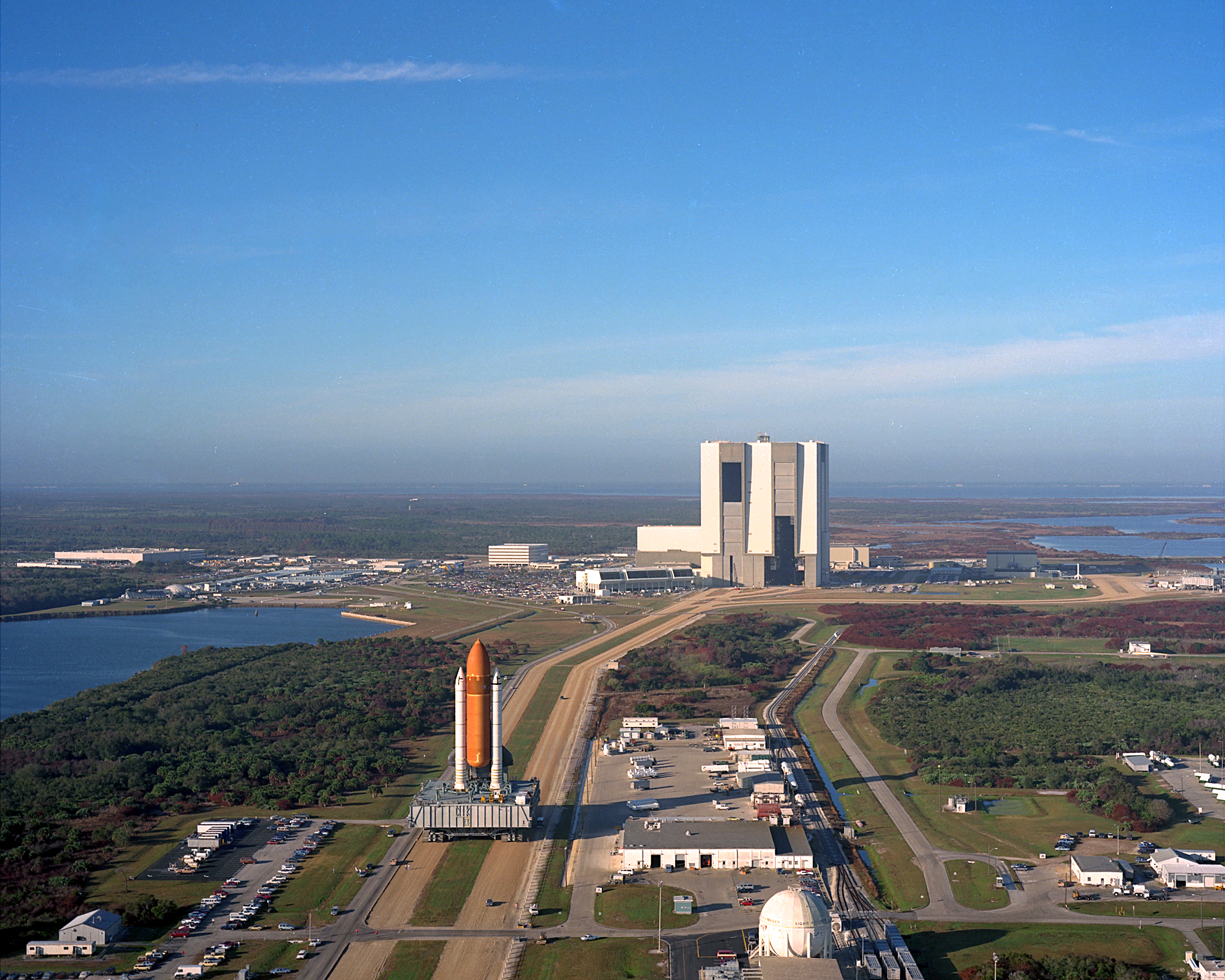
Camino del Transportador Oruga.

### Estructura de servicio fija

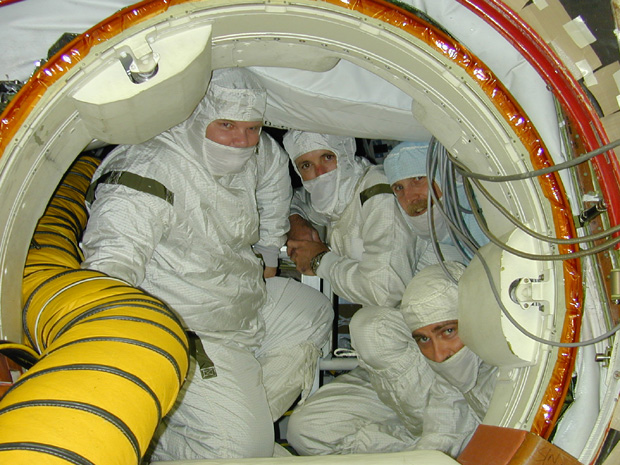
Ingenieros en la escotilla del orbitador.

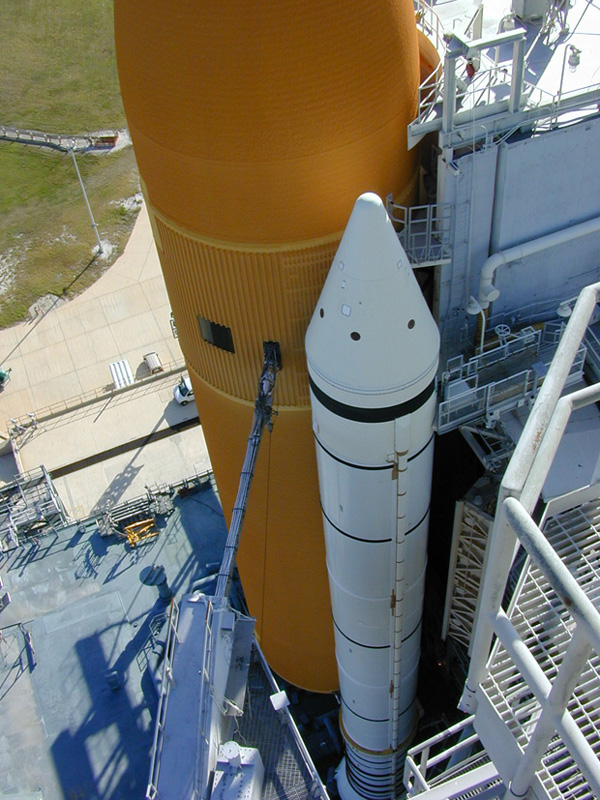
Conexión umbilical al tanque externo.

### Estructura de servicio giratoria

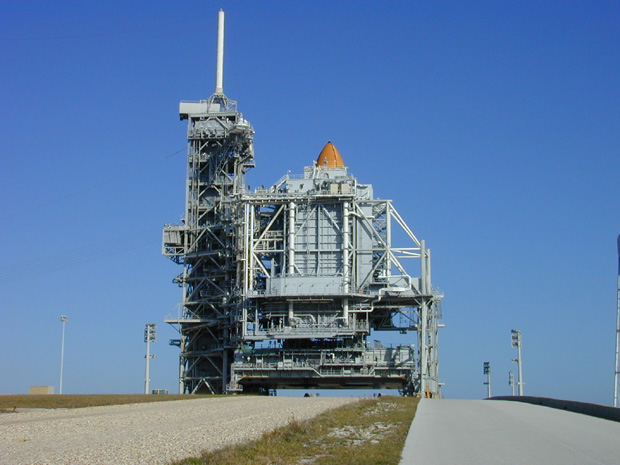
Estructura de servicio giratoria.

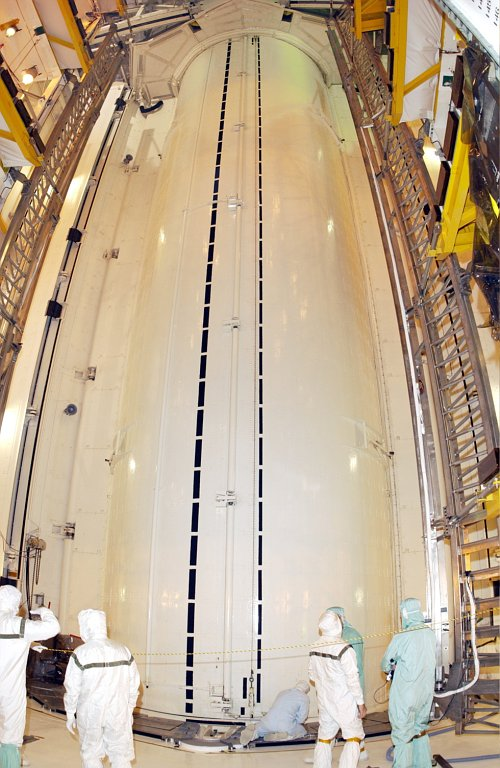
Sala de intercambio de carga.

### Pararrayos

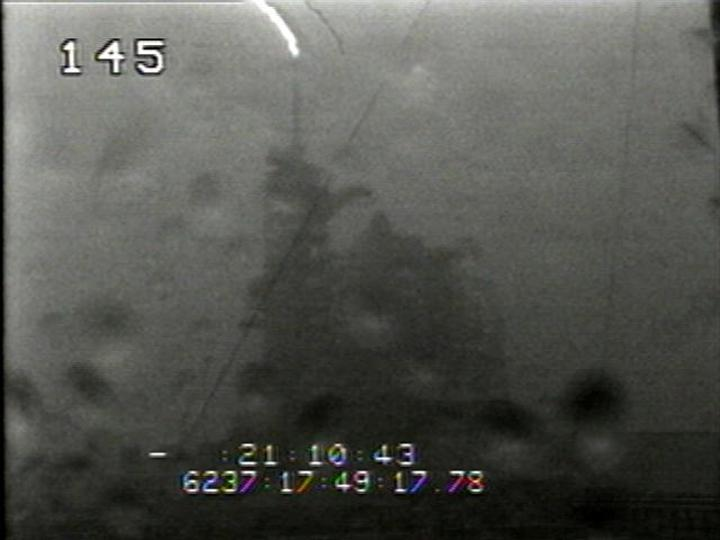
Imagen de un rayo durante el Huracán Ernesto antes del despegue de la STS-115.

### Sistema de agua para supresión sonora

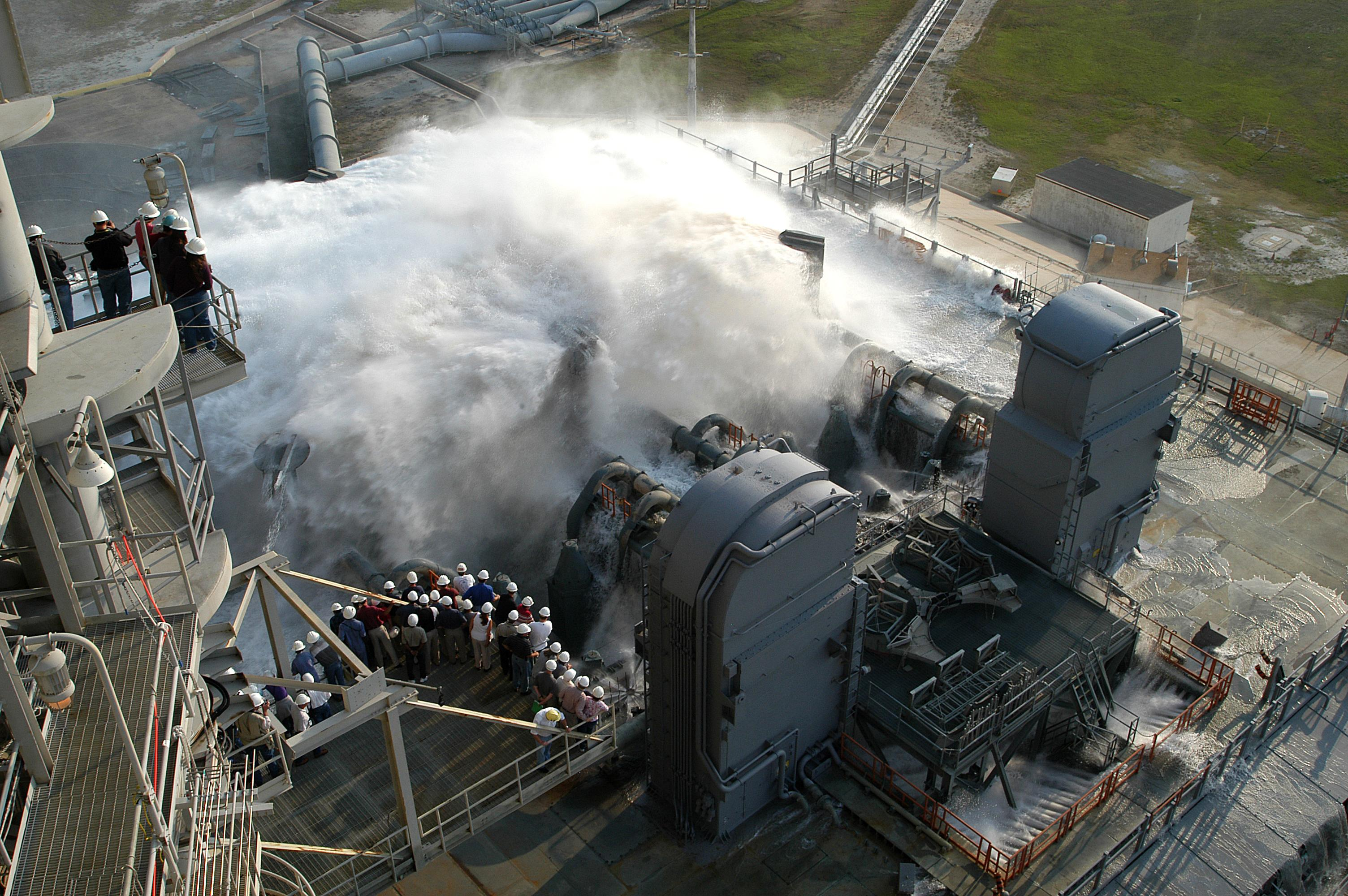
En el Centro Espacial Kennedy, el agua es vertida en la plataforma de lanzamiento al comienzo de un test de supresión de sonido.

## Flota de transbordadores espaciales de la NASA

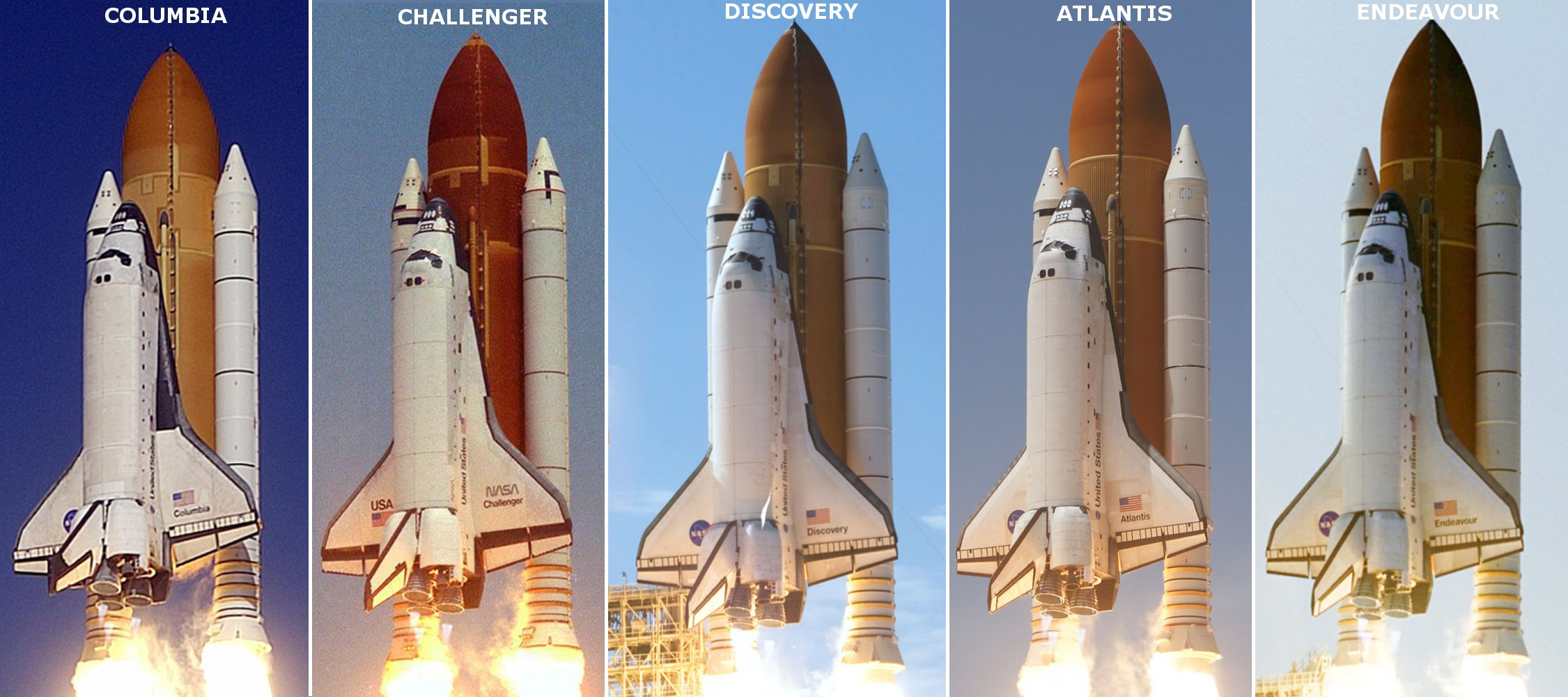
Los cinco transbordadores funcionales de la NASA, durante algunos de sus lanzamientos

- Vehículos de prueba, no aptos para vuelos orbitales:

- Perdidos en accidentes:

- Actualmente retirados del servicio:

### Tanque externo

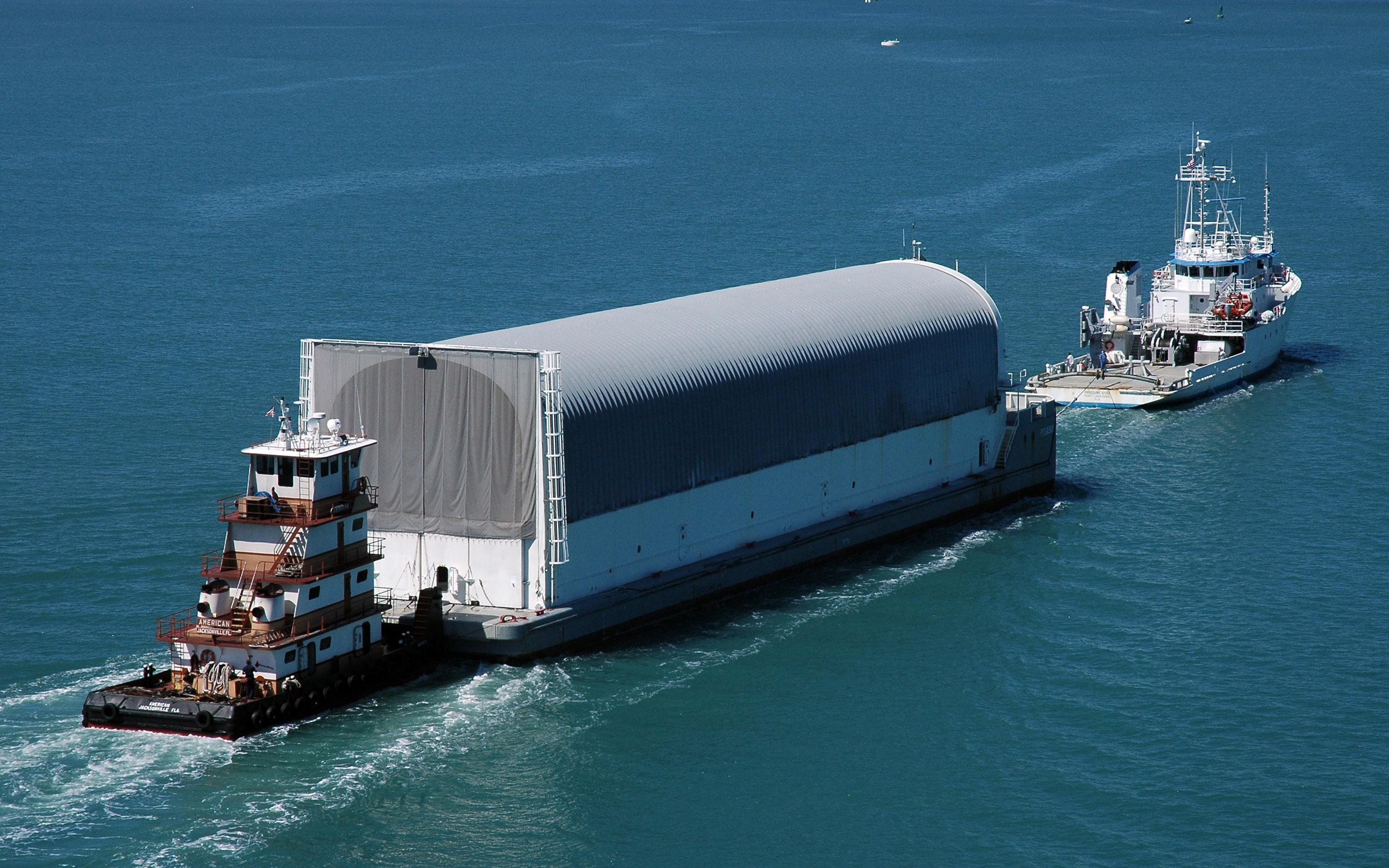
Lancha a remolque trasladando el tanque externo a Cabo Cañaveral.

### Motores principales

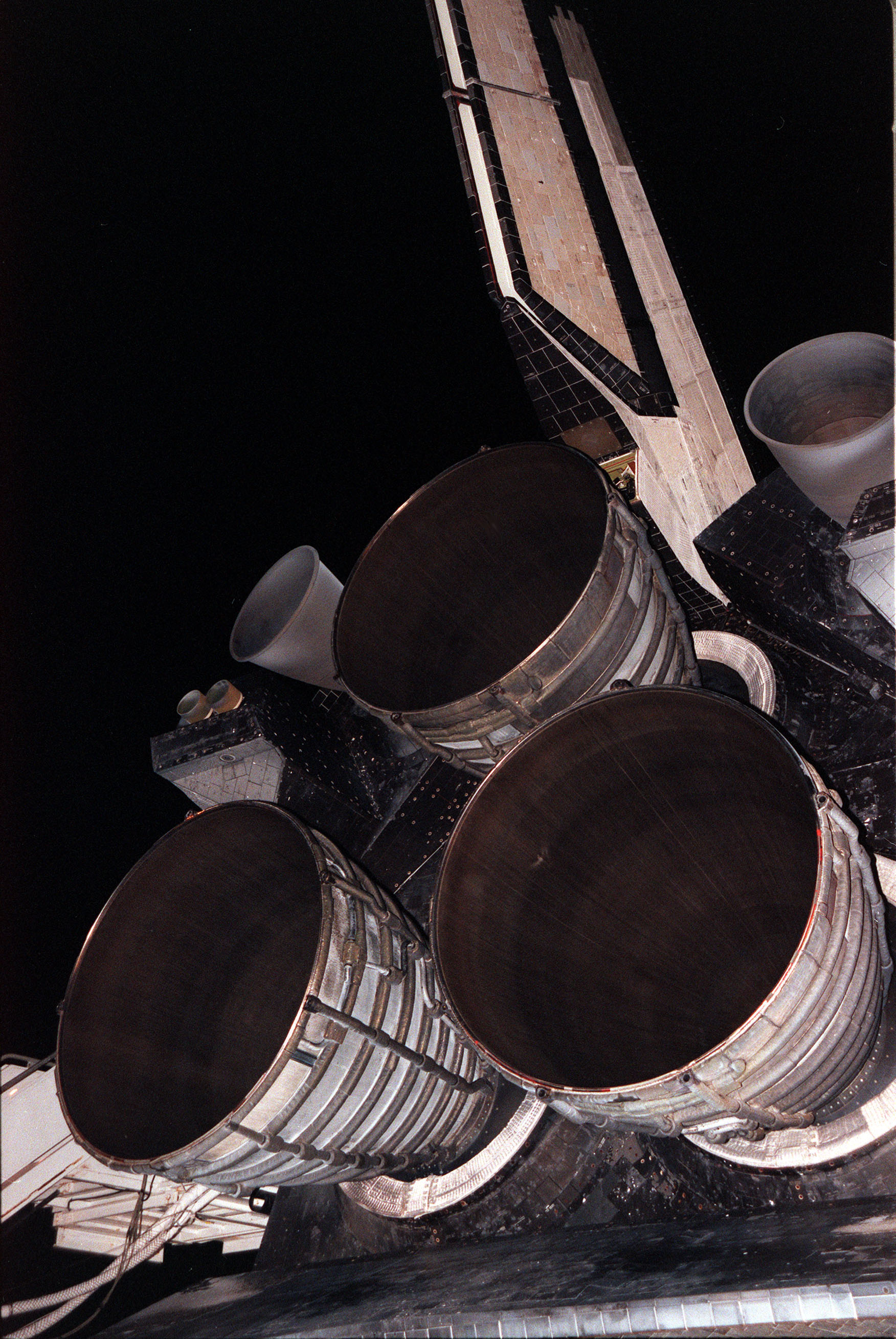
Motores principales del Columbia

### Sólido

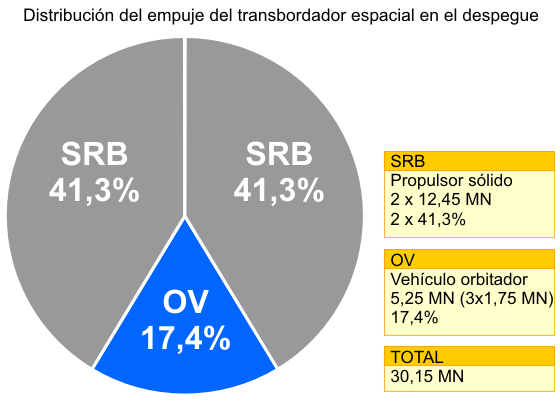
Distribución del empuje del Transbordador Espacial durante el despegue.

### Instalación de aterrizaje del transbordador

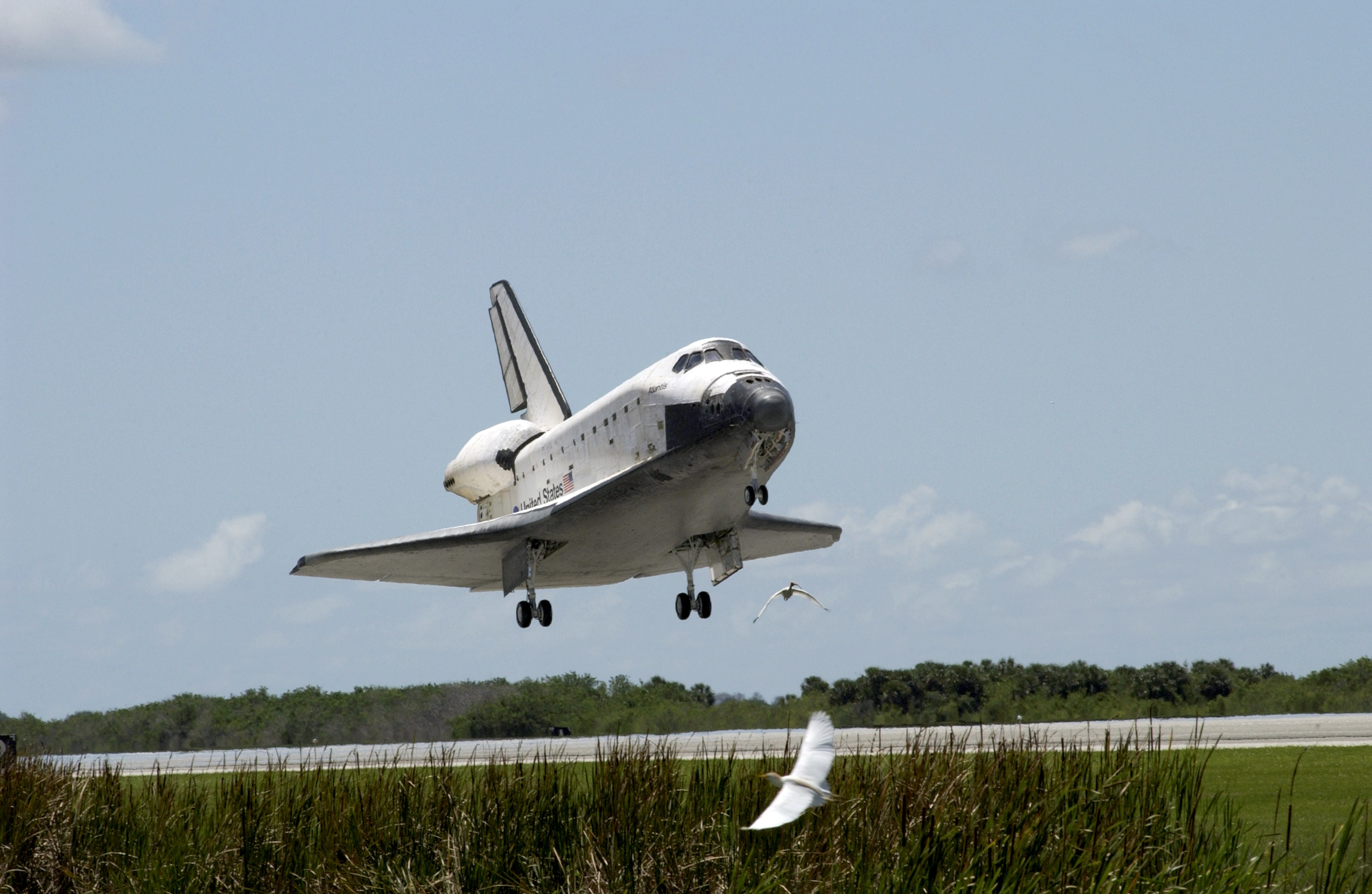
Aterrizaje del transbordador Atlantis.

### Instalación del sistema de protección térmica

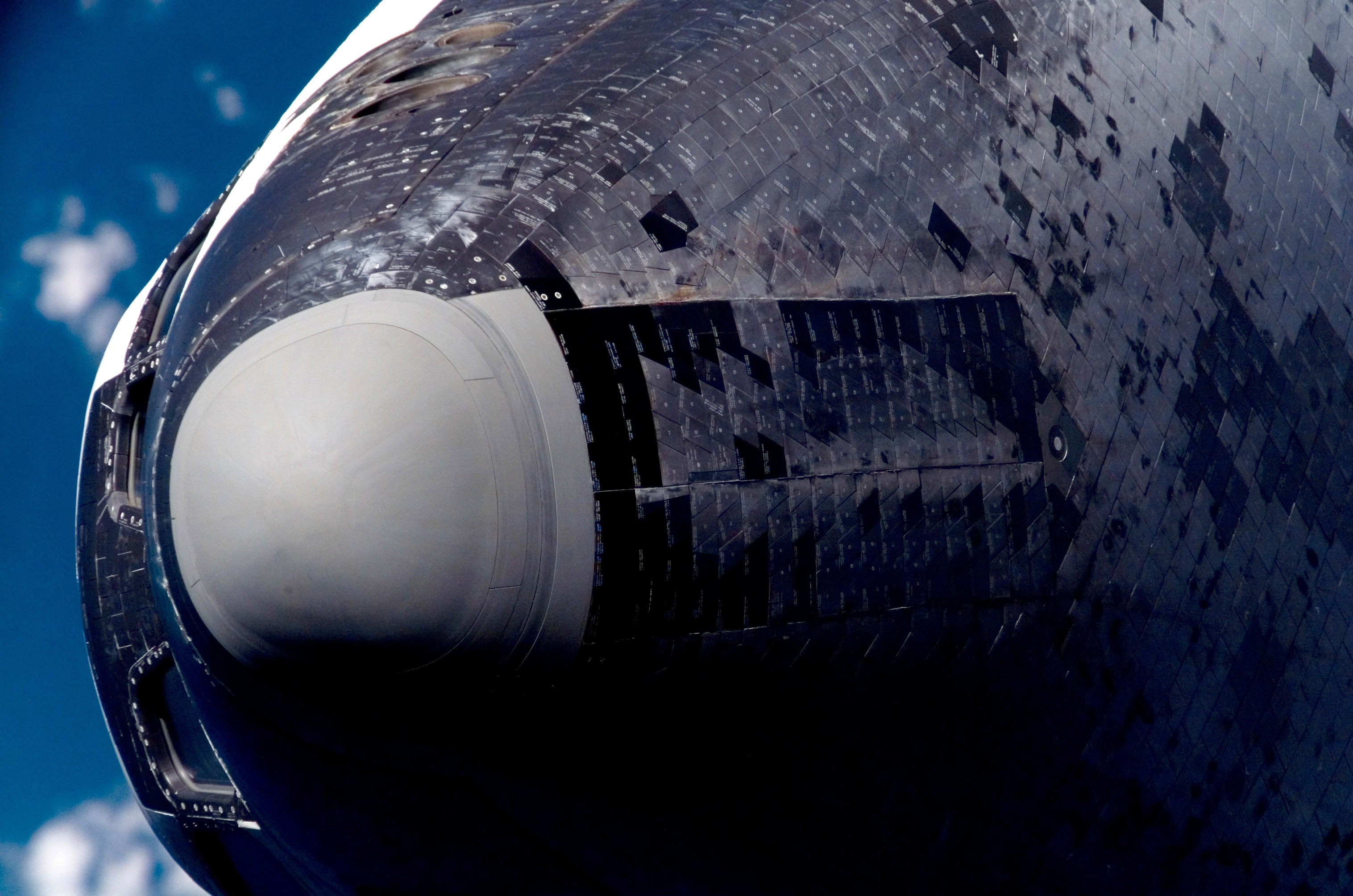
Vista de la parte inferior del morro del Endeavour. Se puede apreciar el recubrimiento de losetas térmicas del transbordador.

#### Edificio de ensamblaje de vehículos

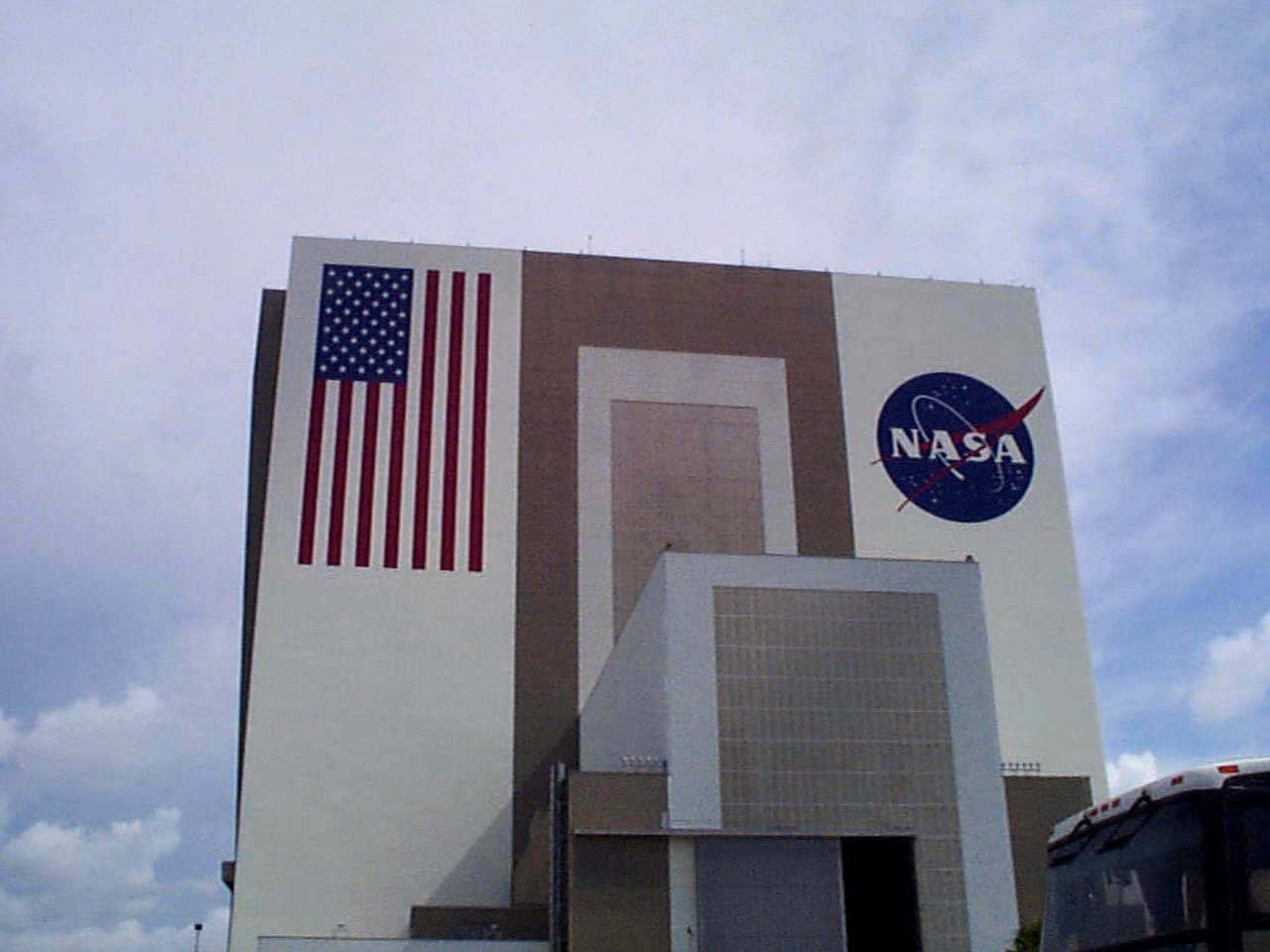
Edificio de ensamblaje de vehículos.

## Centro de control de lanzamiento

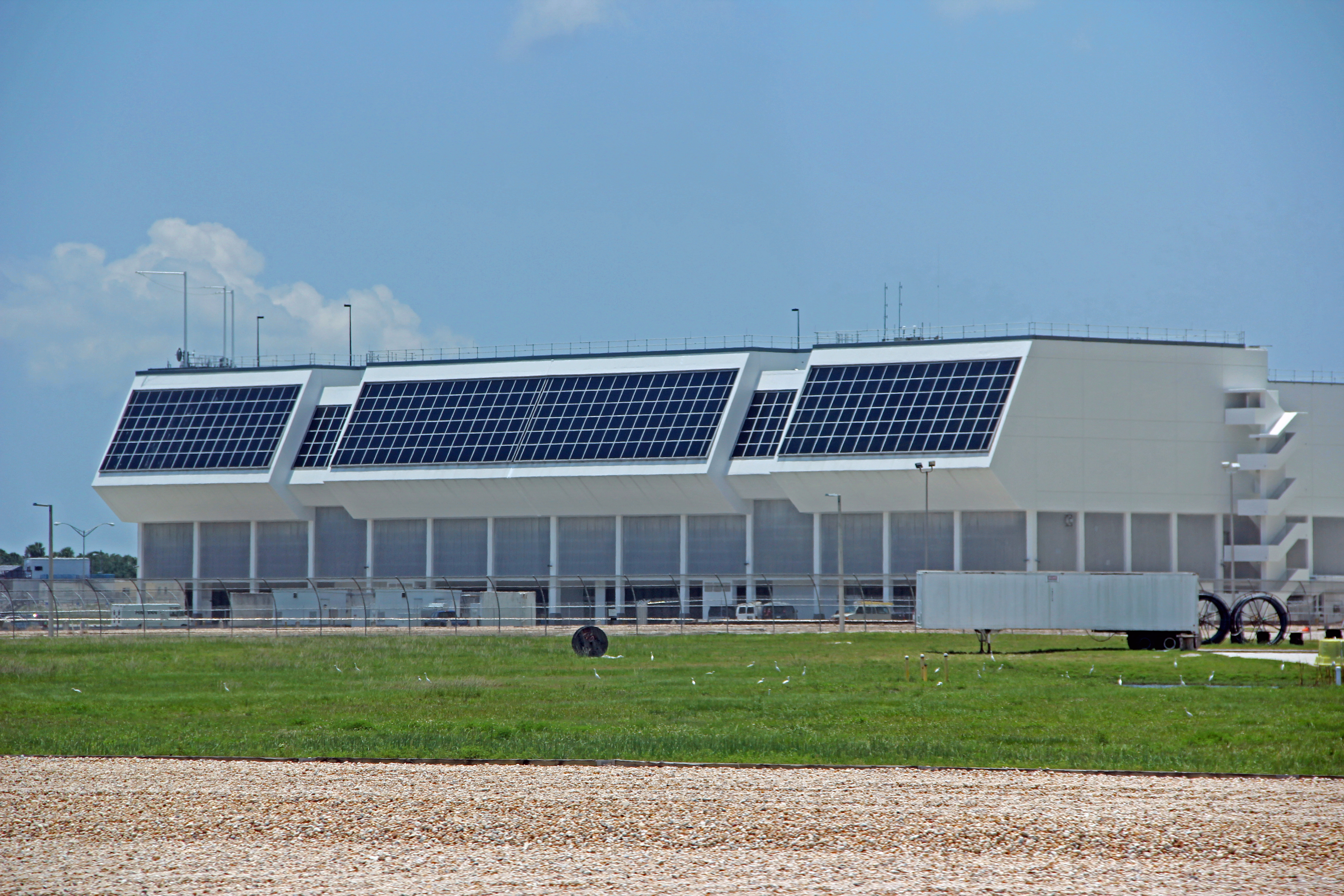
Centro de control de lanzamiento.